# Ctenomys yatesi
El tuco-tuco de Yates o tuquito de Yates (Ctenomys yatesi) es una especie de roedor del género Ctenomys de la familia Ctenomyidae. Habita en el centro-oeste de Sudamérica.

## Taxonomía
Descripción original
Esta especie de roedor fosorial fue descrita originalmente en el año 2014 por los zoólogos Scott L. Gardner, Jorge Salazar-Bravo y Joseph A. Cook. Su individualidad dentro del género Ctenomys fue detectada evaluando su estatus taxonómico sobre la base de la utilización tanto de rasgos morfológicos como cariológicos, combinándolos además con resultados de análisis filogenéticos de marcadores moleculares, empleando secuencias de ADN para un locus mitocondrial.
Holotipo
El holotipo designado es el catalogado como: AMNH 260835 (Museo Americano de Historia Natural); consta de la piel, cráneo y esqueleto axial de un macho adulto, colectado el 9 de octubre de 1984 (número de campo SA8407) y preparado por Sydney Anderson. Al ser recogido, se separó tejidos del hígado, del riñón y del corazón, los que fueron congelados en nitrógeno líquido y posteriormente almacenados a -80 °C en la División de Recursos Genómicos del Museo de Biología del Sudoeste, con el número de registro: NK12406. Además, se asignaron dos paratipos, catalogados como: MSB55367 y CBF924.
Localidad tipo
La localidad tipo referida es: “Paraje que desde la localidad de Roboré se encuentra a 7 kilómetros sobre su latitud hacia el norte y 38 kilómetros de su longitud hacia el oeste, en las coordenadas: 18°16′S 60°07′W, a una altitud de 550 msnm, en el departamento de Santa Cruz, Bolivia”.
Etimología
Etimológicamente, el término específico yatesi es un topónimo epónimo que refiere al apellido de la persona a quien fue dedicada, el doctor Terry L. Yates, quien fuera mentor de los autores y curador de la División del Museo de Biología de Mamíferos del Sudoeste.
Caracterización y relaciones filogenéticas
El ejemplar tipo midió 220 mm de longitud del cuerpo más cabeza; la cola fue de 63 mm.
Este tucotuco, pertenece al “grupo de especies Ctenomys boliviensis”. Posee un tamaño característicamente diminuto, siendo entre un 50 y un 70 % más pequeño que cualquier otra especie boliviana del género Ctenomys. Dorsalmente su pelaje es fino y suave, con pelos de unos 10 a 12,5 mm de largo, con coloración marrón pálido; ventralmente es aún más pálido, sin una pizca de raya dorsal oscura y sin marcas distintivas o contrastantes en la región gular; presenta bullas timpánicas muy grandes.

## Distribución geográfica y hábitat
Esta especie de roedor es endémica del centro-este de Bolivia. Solo se lo conoce de su localidad tipo, ubicada en el centro-este del departamento de Santa Cruz.
Habita en altitudes bajas en la sección austral del bosque semicaduco chiquitano, en ambientes de sabana que separa la selva de tierras bajas, un ecosistema relacionado al cerrado, conocido localmente como Abayoy, y que se caracteriza por presentar un bosque formado por Bredemeyera floribunda, Hymenaea stigonocarpa, Luehea candicans, Terminalia argentea, Anacardium humile, Tabebuia selachidentata, Mimosa josephina, Centratherum cardenasii, etc.